# جوزف جوفره
جوزف جوفره (اسپانیایی: Josep Jufré‎؛ زادهٔ ۵ اوت ۱۹۷۵) دوچرخه‌سوار اهل اسپانیا است. وی در مسابقات تور دو فرانس و جیرو دیتالیا شرکت کرده است.